# نجم ناقص الهيدروجين
النجم ناقص الهيدروجين هو نوع من النجوم يمتلك القليل من الهيدروجين في غلافه الجوي أو لا يمتلك أبدًا. إنّ نقص الهيدروجين أمر غير عادي في النجوم، لأن الهيدروجين عادةً ما يكوِّن العنصر الأكثر شيوعًا في الغلاف الجوي النجمي. وعلى الرغم من كون هذا النوع نادرًا، توجد مجموعة متنوعة من النجوم تظهر نقصًا في الهيدروجين.

## التاريخ الرصدي
لوحظت النجوم ناقصة الهيدروجين قبل اكتشاف هذا النقص الموجود فيها. في عام 1797، لاحظ إدوارد بيغوت اختلافًا كبيرًا في القدر النجمي في نجم الإكليل الشمالي آر (آر سي آر بي). في عام 1867، اكتشف كل من تشارلز وولف وجورج رايت بنية خط انبعاث غير اعتيادية في نجوم وولف-رايت.
اكتشفت ويليمينا فليمينغ نقص الهيدروجين في نجم لأول مرة عام 1891، حيث ذكرت أنّ «طيف أوبسيلون الرامي استثنائي لأنّ خطوط الهيدروجين باهتة جدًا وبنفس شدة الخطوط المظلمة الإضافية». في عام 1906، وجد هانز لودندورف أنّ خطوط بالمر الطيفية كانت غير موجودة في نجم آر سي آر بي.
كان يُعتقد في ذلك الوقت على نطاق واسع أنّ جميع الأغلفة الجوية النجمية تحتوي على الهيدروجين، لذلك أُهملت هذه الملاحظات. لم يبدأ الفلكيون بقبول أنّ نجومًا مثل آر سي آر بي، وأوبسيلون الرامي ناقصة الهيدروجين حتى أصبحت القياسات الطيفية الكمية متاحة في 1935-1940. كان القليل نسبيًا من هذه النجوم معروفًا حتى عام 1970. ومنذ ذلك الوقت، زادت المسوحات النجمية واسعة النطاق أعداد النجوم المنقوصة الهيدروجين المعروفة وأنواعها بشكل كبير. وحتى عام 2008، وُجد نحو 2000 نجم ناقص الهيدروجين معروف.

## التصنيف
توجد أنواع مختلفة عديدة من النجوم ناقصة الهيدروجين على الرغم من ندرة هذه النجوم نسبيًا. يُمكن تجميعها في خمس فئات عامة، وهي: نجوم النسق الرئيسي العلوية أو الفائقة، والعمالقة الضخمة منخفضة الكتلة، والنجوم شبه القزمة الساخنة، والنجوم المركزية للسدم الكوكبية، والأقزام البيضاء. توجد مخططات تصنيف أخرى، مثل المخطط الذي يعتمد على محتوى الكربون.

### النجوم الفائقة
تُظهر نجوم وولف-رايت نطاقات مشرقة في أطيافها المستمرة والتي تأتي من الذرات المتأينة مثل الهيليوم. عُدّت هذه النجوم نجومًا ناقصة الهيدروجين في ثمانينيات القرن العشرين بالرغم من وجود بعض الجدل. إنّ نجوم النوع بي الغنية بالهيليوم مثل سيغما أوريون إي، هي نجوم نسق أساسي من النوع «بي» أو «أو بي» تتميز بطيف غير عادي كيميائيًا، وهي تظهر خطوط هيليوم قوية محايدة. تتميز الأنظمة النجمية الثنائية ناقصة الهيدروجين مثل أوبسيلون الرامي بخطوط هيليوم على الطيف المعدني، وتظهر سرعات شعاعية كبيرة يُعتقد أنها ناتجة عن دوران النجوم الغنية بالمعادن (تجمعات النجوم I) حول المركز المجري. لا تُظهر المستعرات العظمى من النوعين آي بي، وآي سي خطوط امتصاص الهيدروجين، وترتبط هذه الأنواع من المستعرات بالنجوم التي فقدت غلافها الهيدروجيني من خلال انهيار نواة المستعر الأعظم.

### العمالقة الضخمة منخفضة الكتلة
يظهر هذا النوع من النجوم ناقصة الهيدروجين في المراحل الأخيرة من التطور النجمي. إنّ نجوم آر سي آر بي عبارة عن نجوم ناقصة الهيدروجين وغنية بالكربون، وهي معروفة بتباينها الضوئي. وقد تخفُت هذه النجوم خمسة أقدار نجمية خلال فترة أيام، ثم تعود إلى وضعها. من المحتمل أنّ أحداث الخفوت هذه تنشأ من ديناميكيات السطح النجمي، لا بسبب تكوينها الكيميائي الاستثنائي. تفتقد نجوم الهيليوم المتطرفة خطوطَ انبعاث الهيدروجين أو امتصاصه، لكنها تتميز بخطوط هيليوم محايدة قوية، وخطوط إن II، وإتش II قوية.